# 로욜라 FC
로욜라 FC(Loyola Football Club)는 필리핀 메트로 마닐라 연고지로 하는 필리핀의 축구단이다. 클럽은 UFL 컵과 PFF 전국 남자 클럽 챔피언십에서  각각 1회 우승하였다.
2006년 Loyola Agila Football Club으로 설립된 이 클럽은 2011년 메랄코와 MVP 스포츠 재단에 인수된 후 이름을 Loyola Meralco Sparks 로 변경했다. 시 필리핀 축구의 사실상 최상위 리그인 유나이티드 풋볼 리그 (UFL)의 창립 멤버이기도 했다. 2010년부터 2016년까지 UFL에서 소속되어 있었다. 2017년 구단은 필리핀 풋볼 리그 (PFL)에 가입하면서 FC 메랄코 마닐라로 이름을 변경했다. 리살 기념 경기장은 그 후부터 클럽의 홈구장이 되었다. 2017 PFL에서 클럽은 리그 순위 1위를 차지했지만 플레이오프 후 3위에 그쳤다. 2018년 1월, 클럽은 투자자 부족으로 PFL 참여를 중단하였다. 그 후 클럽은 로욜라 FC로 이름이 바뀌었지만 청소년 팀과 아카데미만이 운영된다.